# 데스 애벗
데즈먼드 "데스" 애벗(영어: Desmond "Des" Abbott, 1986년 1월 10일~)은 오스트레일리아의 은퇴한 필드하키 선수로 현역 시절 포지션은 미드필더이다. 2008년 하계 올림픽에서 동메달을 획득했고, 월드컵에서 1회, 챔피언스트로피에서 3회 우승을 차지했다.